# Kli

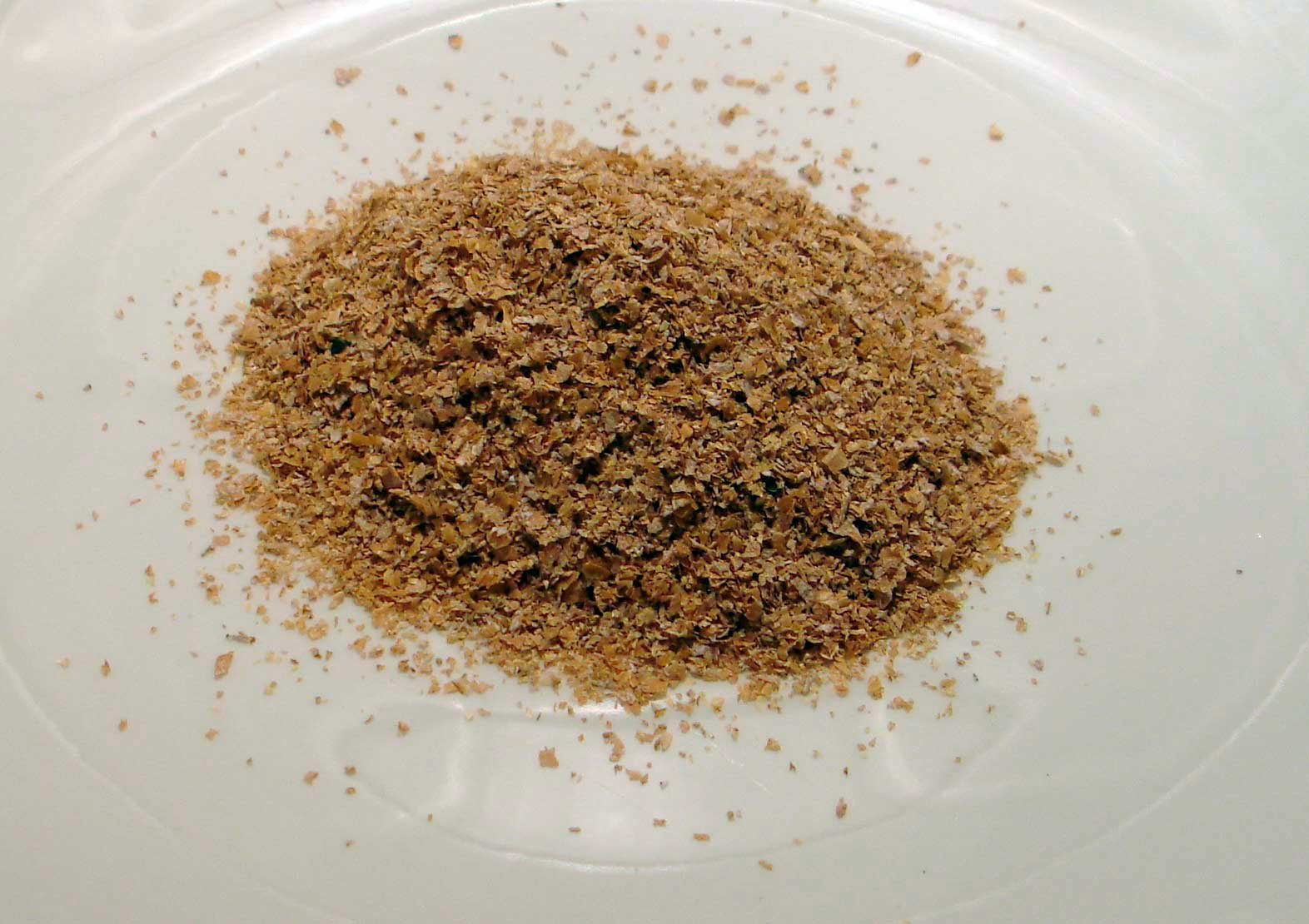
Vetekli

Kli är skal av sädeskorn som till stor del består av cellulosafibrer. Kli används som tillsats i bland annat bröd och müsli.
Kli kallas med ett gemensamt namn de delar av sädeskornet som avskiljs från mjölet vid siktningen (ett slags sållning). Det består av fruktväggen som hos gräsfrön är sammanväxta med fröskalet och själva grodden. Ett vetekorn består huvudsakligen av: 
- frukt- och fröskal (kli)
- den protein- (gluten) och stärkelserika kärnan
- en grodd

Av dessa är kärnan den största delen och det är ur den som själva mjölet utvinns. De övriga delarna, som alltså utgör kliet, är mer sega och elastiska och pulveriseras inte så lätt vid malning, utan kan sedan avskiljas från det fina mjölet genom siktning.

## Användning
Genom att följa olika metoder vid malningen kan man också låta större eller mindre mängder av kliets beståndsdelar ingå i mjölet och på detta sätt framställa mjölsorter med olika finhet. Ju mindre av kliet som lämnas kvar, desto vitare blir mjölet, men desto mindre kommer också med av det på näringsämnen rika glutenlagret. Om man å andra sidan försöker tillgodogöra sig glutenlagret fullständigt, får man tillsammans med det ökade näringsvärdet normalt också med mer cellulosapartiklar från kornets överhud i mjölet. Dessa är inte endast i sig så gott som osmältbara, utan de retar även tarmkanalen så att maten passerar snabbare och hindrar på detta sätt organismen från att tillgodogöra sig mjölets närande beståndsdelar fullständigt.

### Sammalning
Genom särskilda malningssätt kan man tillgodogöra sig mer av kliet (särskilt den protein- och fettrika grodden). Så kallat sammalet eller osiktat, det vill säga klihaltigt, mjöl kan användas till brödberedning om man vill låta brödet ha en tarmretande och därmed avförande verkan, till exempel med Grahamsbröd eller "dietiskt klibröd", som kan användas av personer som lider av förstoppning.

## Näringsvärde
Trots att kliet innehåller en riklig mängd näringsämnen (det är i regel rikare på protein än mjölet), har det på grund av sin hårdsmälthet endast ringa näringsvärde för människan. Däremot kan det med fördel användas som foder åt djur (till exempel tamhöns) som har en matsmältningsapparat som kan tillgodogöra sig det.
Ett undantag är havrekli som är lättsmält.